# Sevilla Fútbol Club 2019-2020
Questa voce raccoglie le informazioni riguardanti il Siviglia nelle competizioni ufficiali della stagione 2019-2020.

## Maglie e sponsor
Il fornitore ufficiale di materiale tecnico per la stagione 2019-2020 è Nike
|  | Casa | Trasferta | Terza maglia |

## Rosa
| N. |                       | Ruolo | Calciatore                     |
| -- | --------------------- | ----- | ------------------------------ |
| 1  | Rep. Ceca (bandiera)  | P     | Tomáš Vaclík                   |
| 3  | Spagna (bandiera)     | D     | Sergi Gómez                    |
| 5  | Argentina (bandiera)  | C     | Lucas Ocampos                  |
| 6  | Portogallo (bandiera) | D     | Daniel Carriço (vice capitano) |
| 7  | Portogallo (bandiera) | C     | Rony Lopes                     |
| 8  | Spagna (bandiera)     | A     | Nolito                         |
| 9  | Israele (bandiera)    | A     | Moanes Dabour                  |
| 10 | Argentina (bandiera)  | C     | Éver Banega                    |
| 11 | Spagna (bandiera)     | A     | Munir El Haddadi               |
| 12 | Francia (bandiera)    | D     | Jules Koundé                   |
| 13 | Spagna (bandiera)     | P     | Sergio Rico                    |
| 13 | Marocco (bandiera)    | P     | Yassine Bounou                 |
| 14 | Messico (bandiera)    | A     | Javier Hernández               |
| 14 | Spagna (bandiera)     | A     | Suso                           |
| 15 | Argentina (bandiera)  | D     | Alejandro Pozo                 |

| N. |                        | Ruolo | Calciatore                      |
| -- | ---------------------- | ----- | ------------------------------- |
| 15 | Marocco (bandiera)     | A     | Youssef En-Nesyri               |
| 16 | Spagna (bandiera)      | C     | Jesús Navas                     |
| 17 | Serbia (bandiera)      | C     | Nemanja Gudelj                  |
| 18 | Spagna (bandiera)      | D     | Sergio Escudero (vice capitano) |
| 19 | Paesi Bassi (bandiera) | C     | Luuk de Jong                    |
| 20 | Brasile (bandiera)     | C     | Diego Carlos                    |
| 21 | Spagna (bandiera)      | C     | Óliver Torres (capitano)        |
| 22 | Italia (bandiera)      | C     | Franco Vázquez                  |
| 23 | Spagna (bandiera)      | D     | Sergio Reguilón                 |
| 24 | Spagna (bandiera)      | D     | Joan Jordán                     |
| 25 | Brasile (bandiera)     | D     | Fernando Reges                  |
| 26 | Spagna (bandiera)      | C     | Pepe Mena                       |
| 30 | Spagna (bandiera)      | A     | Bryan Gil                       |
| 31 | Spagna (bandiera)      | P     | Javier Díaz                     |
| 36 | Spagna (bandiera)      | C     | Genaro Rodríguez                |

## Calciomercato

### Sessione estiva(dal 01/07 al 31/08)
| Acquisti         | Acquisti              | Acquisti            | Acquisti                    |
| R.               | Nome                  | da                  | Modalità                    |
| ---------------- | --------------------- | ------------------- | --------------------------- |
| D                | Jules Koundé          | Bordeaux            | definitivo (35 milioni €)   |
| A                | Rony Lopes            | Monaco              | definitivo (25 milioni €)   |
| A                | Munas Dabbur          | Salisburgo          | definitivo (17 milioni €)   |
| A                | Lucas Ocampos         | Olympique Marsiglia | definitivo (15 milioni €)   |
| D                | Diego Carlos          | Nantes              | definitivo (15 milioni €)   |
| C                | Joan Jordán           | Eibar               | definitivo (14 milioni €)   |
| A                | Luuk de Jong          | PSV                 | definitivo (12,5 milioni €) |
| A                | Óliver Torres         | Porto               | definitivo (11 milioni €)   |
| D                | Maximilian Wöber      | Ajax                | definitivo (10,5 milioni €) |
| A                | Javier Hernández      | West Ham Utd        | definitivo (7,75 milioni €) |
| C                | Fernando              | Galatasaray         | definitivo (4,5 milioni €)  |
| C                | Yan Brice Eteki       | Almería             | definitivo (500 mila €)     |
| C                | Nemanja Gudelj        | Guangzhou           | gratuito                    |
| D                | Sergio Reguilón       | Real Madrid         | prestito                    |
| P                | Yassine Bounou        | Girona              | prestito                    |
| Altre operazioni |                       |                     |                             |
| R.               | Nome                  | da                  | Modalità                    |
| A                | Luis Muriel           | Fiorentina          | fine prestito               |
| P                | Sergio Rico           | Fulham              | fine prestito               |
| D                | Alejandro Pozo        | Granada             | fine prestito               |
| D                | Sébastien Corchia     | Benfica             | fine prestito               |
| A                | Carlos Fernández Luna | Deportivo La Coruña | fine prestito               |
| A                | Marc Gual             | Saragozza           | fine prestito               |
| C                | Giorgi Aburjania      | Lugo                | fine prestito               |

| Cessioni         | Cessioni              | Cessioni            | Cessioni                    |
| R.               | Nome                  | a                   | Modalità                    |
| ---------------- | --------------------- | ------------------- | --------------------------- |
| A                | Wissam Ben Yedder     | Monaco              | definitivo (40 milioni €)   |
| A                | Luis Muriel           | Atalanta            | definitivo (21,2 milioni €) |
| C                | Pablo Sarabia         | Paris Saint-Germain | definitivo (18 milioni €)   |
| A                | Quincy Promes         | Ajax                | definitivo (15,7 milioni €) |
| D                | Maximilian Wöber      | Salisburgo          | definitivo (10,5 milioni €) |
| C                | Yan Brice Eteki       | Granada             |                             |
| D                | Gabriel Mercado       | Al-Rayyan           | gratuito                    |
| A                | Nolito                | Celta Vigo          | gratuito                    |
| P                | Sergio Rico           | Paris Saint-Germain | prestito                    |
| D                | Simon Kjær            | Atalanta            | prestito                    |
| D                | Roque Mesa            | Leganés             | prestito                    |
| C                | Ibrahim Amadou        | Norwich City        | prestito                    |
| D                | Joris Gnagnon         | Rennes              | prestito                    |
| A                | Aleix Vidal           | Alavés              | prestito                    |
| D                | Guilherme Arana       | Atalanta            | prestito                    |
| P                | Juan Soriano          | Leganés             | prestito                    |
| D                | Sébastien Corchia     | Espanyol            | prestito                    |
| A                | Carlos Fernández Luna | Granada             | prestito                    |
| A                | Marc Gual             | Girona              | prestito                    |
| C                | Giorgi Aburjania      | Twente              | prestito                    |
| Altre operazioni |                       |                     |                             |
| R.               | Nome                  | da                  | Modalità                    |
| A                | André Silva           | Milan               | fine prestito               |
| D                | Maximilian Wöber      | Ajax                | fine prestito               |
| C                | Marko Rog             | Napoli              | fine prestito               |
| C                | Maxime Gonalons       | Roma                | fine prestito               |

### Sessione invernale
| Acquisti         | Acquisti          | Acquisti     | Acquisti                  |
| R.               | Nome              | da           | Modalità                  |
| ---------------- | ----------------- | ------------ | ------------------------- |
| A                | Youssef En-Nesyri | Leganés      | definitivo (20 milioni €) |
| A                | Suso              | Milan        | prestito (980 mila €)     |
| Altre operazioni |                   |              |                           |
| R.               | Nome              | da           | Modalità                  |
| C                | Ibrahim Amadou    | Norwich City | fine prestito             |
| D                | Simon Kjær        | Atalanta     | fine prestito             |
| D                | Guilherme Arana   | Atalanta     | fine prestito             |
| A                | Marc Gual         | Girona       | fine prestito             |

| Cessioni         | Cessioni         | Cessioni         | Cessioni                    |
| R.               | Nome             | da               | Modalità                    |
| ---------------- | ---------------- | ---------------- | --------------------------- |
| A                | Munas Dabbur     | Hoffenheim       | definitivo (12 milioni €)   |
| A                | Javier Hernández | Los Angeles FC   | definitivo (8,55 milioni €) |
| A                | Bryan Gil        | Leganés          | prestito                    |
| D                | Alejandro Pozo   | Maiorca          | prestito                    |
| D                | Daniel Carriço   | Wuhan            | definitivo (2 milioni €)    |
| Altre operazioni |                  |                  |                             |
| R.               | Nome             | da               | Modalità                    |
| C                | Ibrahim Amadou   | Leganés          | prestito                    |
| D                | Simon Kjær       | Milan            | prestito                    |
| D                | Guilherme Arana  | Atlético Mineiro | prestito                    |
| A                | Marc Gual        | Real M. Castilla | fine prestito               |

## Risultati

### Primera División

#### Girone di andata
| Arbitro: | Juan Martínez Munuera |

|  |           |                        |
|  | Marcatori | 44’ Ocampos 86’ Nolito |

| Arbitro: | José María Sánchez Martínez |

|  |           |            |
|  | Marcatori | 52’ Jordán |

| Arbitro: | Carlos del Cerro Grande |

|                |           |               |
| F. Vázquez 81’ | Marcatori | 84’ D. Suárez |

| Arbitro: | Alejandro Hernández Hernández |

|  |           |            |
|  | Marcatori | 52’ Jordán |

| Arbitro: | Juan Martínez Munuera |

|  |           |             |
|  | Marcatori | 64’ Benzema |

| Arbitro: | Pablo González Fuertes |

|                                       |           |                           |
| Orellana 66’ (rig.) León 77’ Cote 82’ | Marcatori | 11’ Ocampos 33’ Ó. Torres |

| Arbitro: | Javier Alberola Rojas |

|                                       |           |                        |
| Nolito 18’ Ocampos 47’ F. Vázquez 80’ | Marcatori | 4’ Oyarzabal 87’ Portu |

| Arbitro: | Antonio Mateu Lahoz (Comitato valenciano) |

|                                               |           |  |
| L. Suárez 27’ Vidal 32’ Dembélé 35’ Messi 77’ | Marcatori |  |

| Arbitro: | Guillermo Cuadra Fernández |

|                |           |  |
| L. de Jong 86’ | Marcatori |  |

| Arbitro: | José María Sánchez Martínez |

|                            |           |  |
| Chicharito 69’ Ocampos 78’ | Marcatori |  |

| Arbitro: | Carlos del Cerro Grande |

|             |           |               |
| Sobrino 81’ | Marcatori | 45+3’ Ocampos |

| Arbitro: | González González |

|             |           |            |
| Vázquez 28’ | Marcatori | 60’ Morata |

| Arbitro: | Alejandro Hernández Hernández |

|           |           |                            |
| Loren 45’ | Marcatori | 13’ Ocampos 55’ L. de Jong |

| Arbitro: | Eduardo Prieto Iglesias |

|  |           |                   |
|  | Marcatori | 13’ (rig.) Banega |

| Arbitro: | Ricardo de Burgos Bengoetxea |

|                  |           |  |
| Diego Carlos 63’ | Marcatori |  |

| Arbitro: | Xavier Estrada Fernández |

|             |           |           |
| Ávila 45+2’ | Marcatori | 11’ Munir |

| Arbitro: | Adrián Cordero Vega |

|           |           |                            |
| Munir 61’ | Marcatori | 13’ Albiol 74’ Toko Ekambi |

| Arbitro: | Jesús Gil Manzano |

|  |           |                                    |
|  | Marcatori | 20’ Diego Carlos 63’ (rig.) Banega |

| Arbitro: | González González |

|                  |           |          |
| Núñez 60’ (aut.) | Marcatori | 15’ Capa |

#### Girone di ritorno
| Arbitro: | Juan Martínez Munuera (Comitato valenciano) |

|                   |           |                |
| Casemiro 57’, 69’ | Marcatori | 64’ L. de Jong |

| Arbitro: | Alejandro Hernández Hernández |

|                           |           |  |
| L. de Jong 11’ Nolito 34’ | Marcatori |  |

| Arbitro: | Carlos del Cerro Grande |

|                    |           |            |
| Ocampos 77’ (rig.) | Marcatori | 70’ Joselu |

| Arbitro: | Santiago Jaime Latre |

|                       |           |               |
| Aspas 78’ Sisto 90+1’ | Marcatori | 23’ En-Nesyri |

| Arbitro: | Adrián Cordero Vega |

|                      |           |                        |
| Ocampos 15’ Suso 80’ | Marcatori | 35’ Embarba 50’ Wu Lei |

| Arbitro: | Xavier Estrada Fernández |

|  |           |                                     |
|  | Marcatori | 43’ Ocampos 75’ Koundé 67’ Fernando |

| Arbitro: | Carlos del Cerro Grande |

|                                    |           |                                 |
| En-Nesyri 13’, 90+3’ Ocampos 45+1’ | Marcatori | 64’ Aridane 74’ (rig.)R. Torres |

| Arbitro: | Hernández Hernández |

|                                  |           |                                   |
| Morata 32’ (rig.) João Félix 36’ | Marcatori | 19’ de Jong 43’ (rig.) L. Ocampos |

| Siviglia 11 giugno 2020, ore 22:00 CEST 28ª giornata | Siviglia | 2 – 0 referto | Real Betis | Ramón Sánchez-Pizjuán (0 spett.) |

| La Nucia 15 giugno 2020, ore 19:30 CEST 29ª giornata                     | Levante   | 1 – 1 referto  | Siviglia | Stadio olimpico Camilo Cano (0 spett.) |
| \| \| \| \| \| Diego Carlos 87’ (aut.) \| Marcatori \| 46’ L. de Jong \| |           |                |          |                                        |
|                                                                          |           |                |          |                                        |
| Diego Carlos 87’ (aut.)                                                  | Marcatori | 46’ L. de Jong |          |                                        |

| Siviglia 19 giugno 2020, ore 22:00 CEST 30ª giornata | Siviglia                                         | 0 – 0 referto | Barcellona | Ramón Sánchez-Pizjuán (0 spett.)\| Arbitro: \| José Luis González (Comitato castiglianoleonese) \| |
| Arbitro:                                             | José Luis González (Comitato castiglianoleonese) |               |            | |

| Arbitro: | José María Sánchez Martínez |

|                             |           |                        |
| Alcácer 18’ P. Torres 45+4’ | Marcatori | 39’ Escudero 63’ Munir |

| Arbitro: | Valentín Pizarro Gómez |

|                    |           |          |
| Ocampos 83’ (rig.) | Marcatori | 25’ Kiko |

| Arbitro: | César Soto Grado |

|  |           |                              |
|  | Marcatori | 23’, 35’ Ó. Torres 82’ Munir |

| Arbitro: | Antonio Mateu Lahoz |

|             |           |  |
| Ocampos 56’ | Marcatori |  |

| Arbitro: | David Medié Jiménez |

|          |           |                      |
| Capa 28’ | Marcatori | 70’ Banega 74’ Munir |

| Arbitro: | Adrián Cordero Vega |

|                                  |           |  |
| Ocampos 41’ (rig.) En-Nesyri 84’ | Marcatori |  |

| San Sebastián 16 luglio 2020, ore 21:00 CEST 37ª giornata | Real Sociedad           | 0 – 0 referto | Siviglia | Reale Arena ( spett.)\| Arbitro: \| Carlos del Cerro Grande \| |
| Arbitro:                                                  | Carlos del Cerro Grande |               |          |                                                                |

| Arbitro: | González González |

|              |           |  |
| Reguilón 55’ | Marcatori |  |

### Coppa del Re
| Arbitro: | Pablo González Fuertes |

|  |           |            |
|  | Marcatori | 16’ Koundé |

| Arbitro: | César Soto Grado |

|  |           |                                                                   |
|  | Marcatori | 17’ L. de Jong 38’ Nolito 57’ Ocampos 75’ Vázquez 90+1’ Ó. Torres |

| Arbitro: | José María Sánchez Martínez |

|                                        |           |               |
| Fernando 13’ Ocampos 46’ Ó. Torres 78’ | Marcatori | 31’ Ó. Duarte |

| Arbitro: | Santiago Jaime Latre |

|                              |           |            |
| Matheus Aiás 7’, 30’ Rey 85’ | Marcatori | 90’ Nolito |

### Europa League

#### Fase a gironi
| Arbitro: | Jevhen Aranovs'kyj |

|  |           |                                    |
|  | Marcatori | 62’ Hernández 78’ Munir 85’ Torres |

| Arbitro: | Bas Nijhuis |

|               |           |  |
| Hernández 17’ | Marcatori |  |

| Arbitro: | Anastasios Papapetrou |

|                            |           |  |
| Vázquez 48’, 75’ Munir 78’ | Marcatori |  |

| Arbitro: | Vilhjálmur Alvar Þórarinsson |

|                 |           |                                     |
| Sinani 69’, 80’ | Marcatori | 17’, 36’ Dabour 27’, 33’, 67’ Munir |

| Arbitro: | Mohammed Al-Hakim |

|                      |           |  |
| Gil 61’ Dabour 90+2’ | Marcatori |  |

| Arbitro: | Nikola Dabanović |

|           |           |  |
| Savić 61’ | Marcatori |  |

#### Fase ad eliminazione diretta
| Arbitro: | Deniz Aytekin |

|                 |           |               |
| Deac 59’ (rig.) | Marcatori | 82’ En-Nesyri |

| Siviglia 27 febbraio 2020, ore 21:00 CET Sedicesimi di finale - Ritorno | Siviglia         | 0 – 0 (tot.: 1-1 (gfc) referto | CFR Cluj | Stadio Ramón Sánchez Pizjuán (31 338 spett.)\| Arbitro: \| Andris Treimanis \| |
| Arbitro:                                                                | Andris Treimanis |                                |          |                                                                                |

| Arbitro: | Björn Kuipers |

|                            |           |  |
| Reguilón 22’ En-Nesyri 44’ | Marcatori |  |

| Arbitro: | Daniele Orsato |

|  |           |             |
|  | Marcatori | 88’ Ocampos |

| Arbitro: | Felix Brych |

|                      |           |                     |
| Suso 26’ de Jong 78’ | Marcatori | 9’ (rig.) Fernandes |

| Arbitro: | Danny Makkelie |

|                                    |           |                            |
| de Jong 12’, 33’ Lukaku 74’ (aut.) | Marcatori | 5’ (rig.) Lukaku 36’ Godín |

## Statistiche

### Statistiche di squadra
| Competizione     | Punti | In casa | In casa | In casa | In casa | In casa | In casa | In trasferta | In trasferta | In trasferta | In trasferta | In trasferta | In trasferta | In campo neutro | In campo neutro | In campo neutro | In campo neutro | In campo neutro | In campo neutro | Totale | Totale | Totale | Totale | Totale | Totale | DR  |
| Competizione     | Punti | G       | V       | N       | P       | Gf      | Gs      | G            | V            | N            | P            | Gf           | Gs           | G               | V               | N               | P               | Gf              | Gs              | G      | V      | N      | P      | Gf     | Gs     | DR  |
| ---------------- | ----- | ------- | ------- | ------- | ------- | ------- | ------- | ------------ | ------------ | ------------ | ------------ | ------------ | ------------ | --------------- | --------------- | --------------- | --------------- | --------------- | --------------- | ------ | ------ | ------ | ------ | ------ | ------ | --- |
| Primera División | 70    | 19      | 10      | 7       | 2       | 26      | 14      | 19           | 9            | 6            | 4            | 28           | 20           | 0               | 0               | 0               | 0               | 0               | 0               | 38     | 19     | 13     | 6      | 54     | 34     | +20 |
| Coppa del Re     | -     | 1       | 1       | 0       | 0       | 3       | 1       | 3            | 2            | 0            | 1            | 7            | 3            | 0               | 0               | 0               | 0               | 0               | 0               | 4      | 3      | 0      | 1      | 10     | 4      | +6  |
| Europa League    | -     | 4       | 3       | 1       | 0       | 6       | 0       | 4            | 2            | 1            | 1            | 9            | 4            | 4               | 4               | 0               | 0               | 8               | 4               | 12     | 9      | 2      | 1      | 23     | 8      | +15 |
| Totale           | -     | 24      | 14      | 8       | 2       | 35      | 15      | 26           | 13           | 7            | 6            | 44           | 27           | 4               | 4               | 0               | 0               | 8               | 4               | 54     | 31     | 15     | 8      | 87     | 46     | +41 |

### Andamento in campionato
| Giornata  | 1 | 2 | 3 | 4 | 5 | 6 | 7 | 8 | 9 | 10 | 11 | 12 | 13 | 14 | 15 | 16 | 17 | 18 | 19 | 20 | 21 | 22 | 23 | 24 | 25 | 26 | 27 | 28 | 29 | 30 | 31 | 32 | 33 | 34 | 35 | 36 | 37 | 38 |
| --------- | - | - | - | - | - | - | - | - | - | -- | -- | -- | -- | -- | -- | -- | -- | -- | -- | -- | -- | -- | -- | -- | -- | -- | -- | -- | -- | -- | -- | -- | -- | -- | -- | -- | -- | -- |
| Luogo     | T | T | C | T | C | T | C | T | C | C  | T  | C  | T  | T  | C  | T  | C  | T  | C  | T  | C  | C  | T  | C  | T  | C  | T  | C  | T  | C  | T  | C  | T  | C  | T  | C  | T  | C  |
| Risultato | V | V | N | V | P | P | V | P | V | V  | N  | N  | V  | V  | V  | N  | P  | V  | N  | P  | V  | N  | P  | N  | V  | V  | N  | V  | N  | N  | N  | N  | V  | V  | V  | V  | N  | V  |
| Posizione | 2 | 1 | 3 | 1 | 5 | 7 | 6 | 6 | 6 | 6  | 5  | 5  | 4  | 3  | 3  | 3  | 3  | 3  | 4  | 4  | 3  | 4  | 5  | 5  | 4  | 3  | 3  | 3  | 3  | 4  | 4  | 4  | 4  | 4  | 4  | 4  | 4  | 4  |

Legenda:

Luogo: C = Casa; T = Trasferta. Risultato: V = Vittoria; N = Pareggio; P = Sconfitta.